# Falkenwalde
Falkenwalde è una frazione del comune tedesco di Uckerfelde, nel Brandeburgo.

## Storia
Il 31 dicembre 2001 il comune di Falkenwalde venne fuso con i comuni di Bertikow, Bietikow e Hohengüstow, formando il nuovo comune di Uckerfelde.

## Amministrazione
La frazione di Falkenwalde è amministrata da un "consiglio di frazione" (Ortsbeirat) di 3 membri e da un "presidente di frazione" (Ortsvorsteher).